# Касики-Добли
Касики-Добли (порт. Cacique Doble)  —  муниципалитет в Бразилии, входит в штат Риу-Гранди-ду-Сул. Составная часть мезорегиона Северо-запад штата Риу-Гранди-ду-Сул. Входит в экономико-статистический  микрорегион Санандува. Население составляет 4824 человека на 2007 год. Занимает площадь 203,582 км². Плотность населения — 22,5 чел./км².

## История
Город основан 6 января 1964 года. 

## Статистика
- Валовой внутренний продукт на 2003 составляет 39.461.258,00 реалов (данные: Бразильский институт географии и статистики).
- Валовой внутренний продукт на душу населения на 2003 составляет 8.442,72 реалов (данные: Бразильский институт географии и статистики).
- Индекс развития человеческого потенциала на 2000 составляет 0,734 (данные: Программа развития ООН).

## География
Климат местности: субтропический.